# Форд (округ, Канзас)
Шаблон:StateAbbr_ 37°42′ пн. ш. 99°54′ зх. д. / 37.7° пн. ш. 99.9° зх. д.
Округ Форд (англ. Ford County) — округ (графство) у штаті Канзас, США. Ідентифікатор округу 20057.

## Історія
Округ утворений 1873 року.

## Демографія
За даними перепису 
2000 року 
загальне населення округу становило 32458 осіб, зокрема міського населення було 26164, а сільського — 6294.
Серед мешканців округу чоловіків було 16791, а жінок — 15667. В окрузі було 10852 домогосподарства, 7856 родин, які мешкали в 11650 будинках.
Середній розмір родини становив 3,42.
Віковий розподіл населення поданий у таблиці:
| Стать    | До 15 років | 15-21 | 22-29 | 30-39 | 40-49 | 50-65 | 65-85 | Понад 85 |
| -------- | ----------- | ----- | ----- | ----- | ----- | ----- | ----- | -------- |
| Чоловіки | 4464        | 2031  | 2186  | 2598  | 2127  | 1866  | 1363  | 156      |
| Жінки    | 4037        | 1700  | 1844  | 2248  | 1959  | 1832  | 1666  | 381      |

## Суміжні округи
- Годжмен — північ
- Едвардс — північний схід
- Кайова — схід
- Кларк — південь
- Мід — південний захід
- Грей — захід

## Виноски
1. ↑  U.S. Decennial Census. United States Census Bureau. Архів оригіналу за 26 квітня 2015. Процитовано 24 липня 2014.
2. ↑  Historical Census Browser. University of Virginia Library. Архів оригіналу за 11 серпня 2012. Процитовано 24 липня 2014.
3. ↑  Population of Counties by Decennial Census: 1900 to 1990. United States Census Bureau. Процитовано 24 липня 2014.
4. ↑  Census 2000 PHC-T-4. Ranking Tables for Counties: 1990 and 2000 (PDF). United States Census Bureau. Процитовано 24 липня 2014.
5. ↑  State & County QuickFacts. United States Census Bureau. Архів оригіналу за 6 серпня 2011. Процитовано 24 липня 2014. [Архівовано 2011-08-06 у Wayback Machine.](англ.) Наведено за англійською вікіпедією.
6. ↑  American FactFinder. Бюро перепису населення США. Архів оригіналу за 26 лютого 2012. Процитовано 31 січня 2008. [Архівовано 2008-05-21 у Wayback Machine.]

| США | Це незавершена стаття з географії США. Ви можете допомогти проєкту, виправивши або дописавши її. |